# عصا زيتي

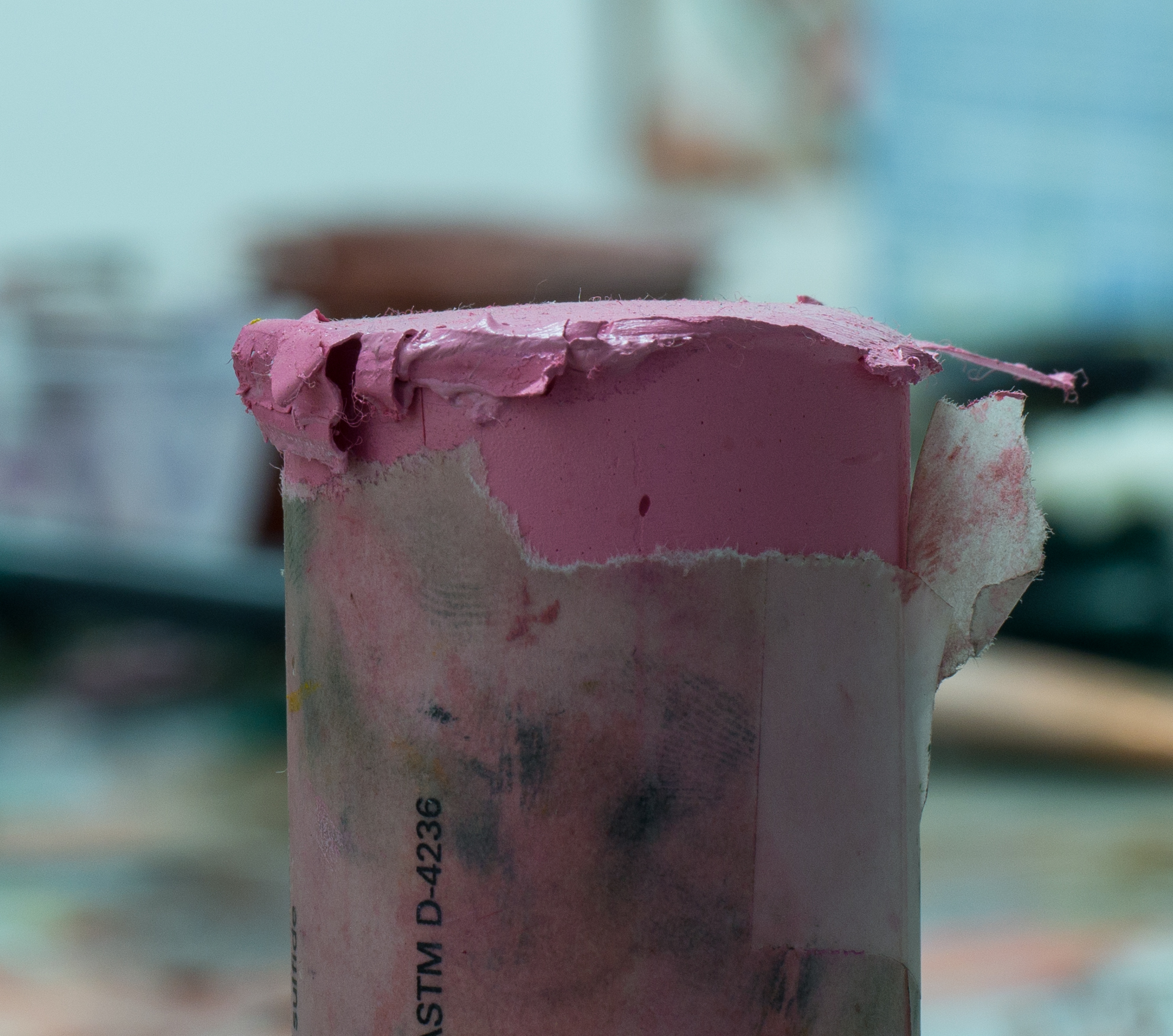
عصا زيت وردية مستعملة من شركة R&F

عصا زيتية، شريط زيتي، أو oilstick، هو فن غير شائع و شبه نادر. يتم إنتاجه في شكل عصا مماثلة للاقلام الشمعية أو الباستيل الزيتي. يختلف عن باستيل الزيت ، لكن قد يبدو مشابهًا له ، حيث أن الزيت المستخدم متقلب نسبيًا مما يؤدي إلى تغيره في الاسطح المكشوف وتصلبه
عصا الزيت هي طلاء زيتي في شكل صلب. تصنع العصي الزيتية بضغط الشمع والزيت حتى تتحول إلى عصا زيتية.
يتم المزج بين نفس الأصباغ الأساسية وزيوت التجفيف المستخدمة في صناعة طلاء الأنابيب مع الشمع وتتحول إلى قلم شمعي. يمكن استخدام عصي الزيت لعمل اللوحات والرسومات. إنه ليس شائعًا ولا كثير الاستخدام ولكنه فعال للغاية في الفن.